# Gottfried Mind

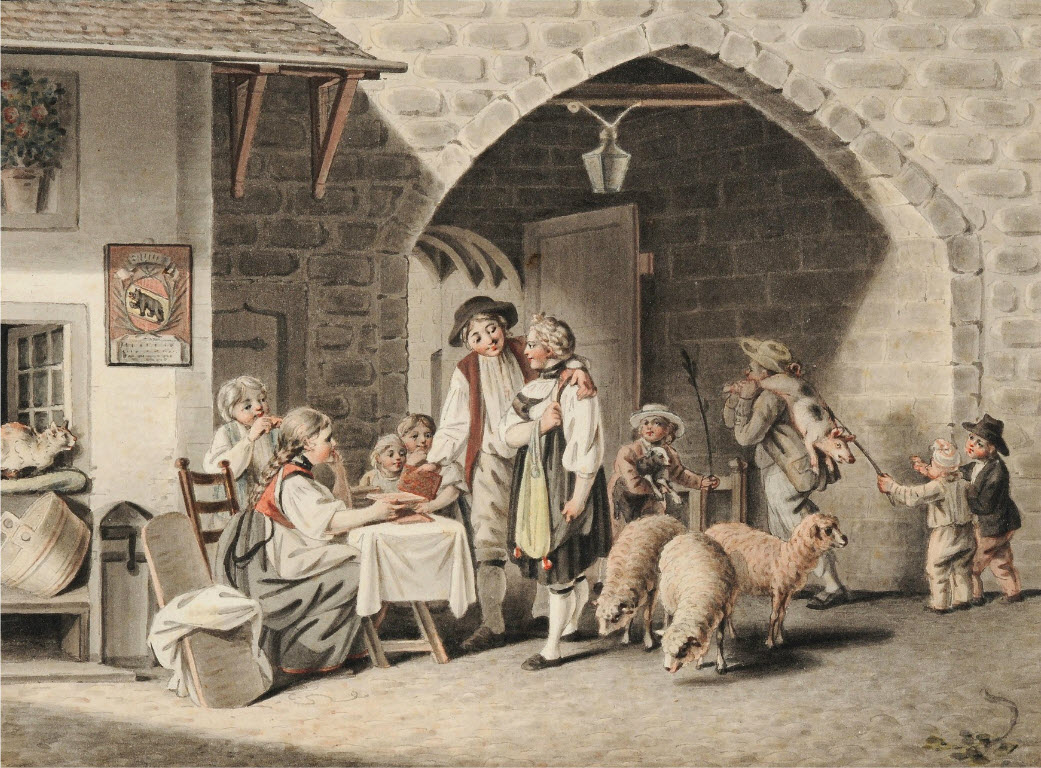
Mind: Életkép (1800 körül)

Gottfried Mind Berni Friedli (Bern, 1768. szeptember 25. – Bern, 1814. november 7.) magyar származású Svájcban letelepedett, az oligofrénpedagógia és a művészetek történetében „Macska-Raffael” (Katzen-Raffael) néven számon tartott festőművész.

## Életútja
Szegény családba született, apja valószínűleg Zólyom vármegyéből vándormunkásként került Svájcba, ahol fiával letelepedett. Gottfried Mind tehetségével, szokatlan külsejével és viselkedésével felkeltette környezete érdeklődését. 10 éves korában Johann Heinrich Pestalozzi neuhofi intézetébe vitte és tanította, de eredményt nem ért el vele.
Gottfried Mind kizárólag állatok, főként macskák rajzolásával és festésével (később fafaragással is) foglalkozott. Festők és műbarátok támogatták. Halála után képei magas áron keltek el, és a leghíresebb képtárakba kerültek. A forrásmunkák szerint Gottfried Mind egyoldalúan fejlett, gyengeelméjű festőfenomén lehetett. A korabeli leírások alapján egy különleges képességgel rendelkező savant és autista személyiség volt.